# Encàustica

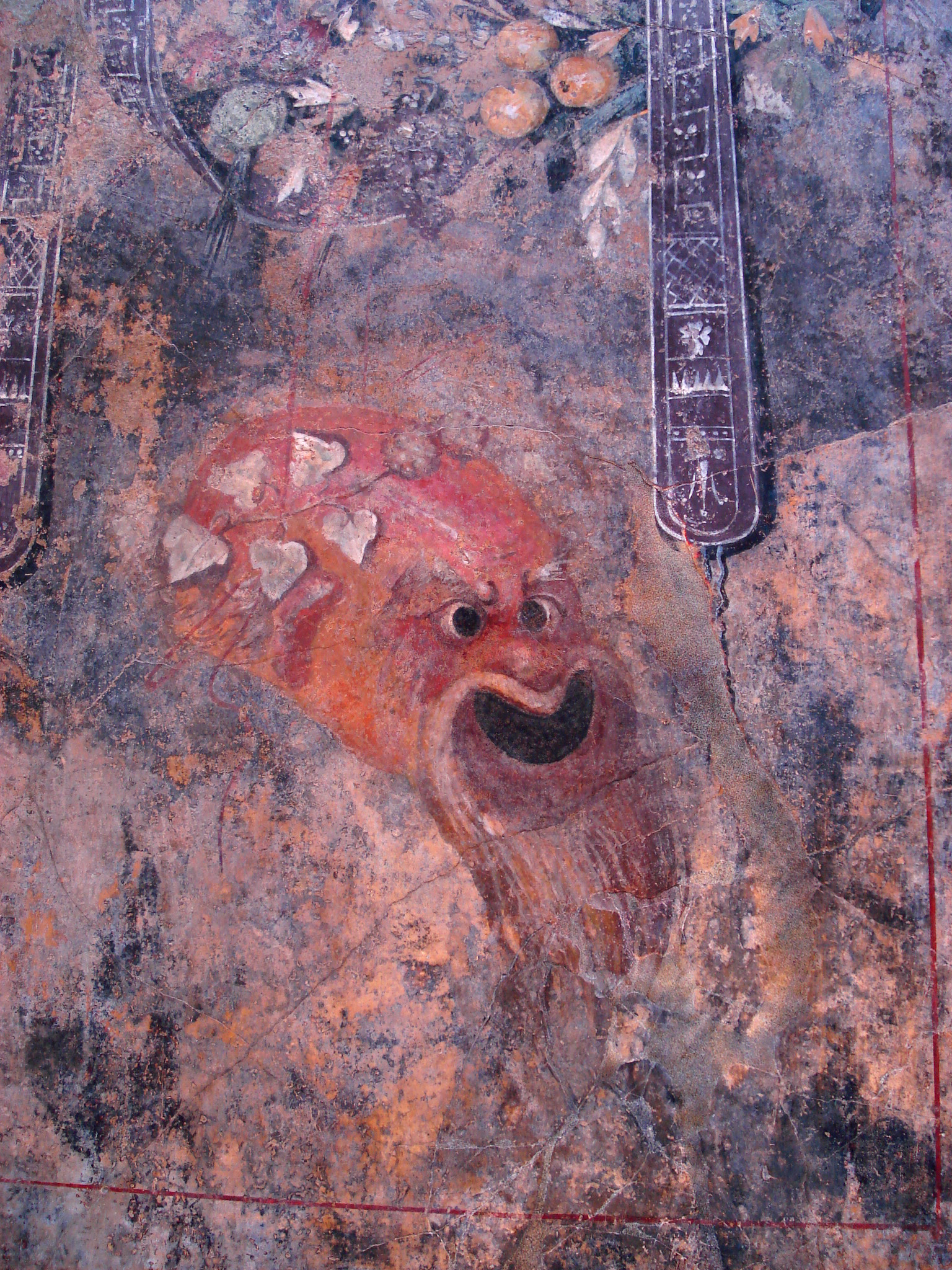
Exemple d'encàustica provinent de Solunto, Sicília (Museu Arqueològic Regional de Palermo).

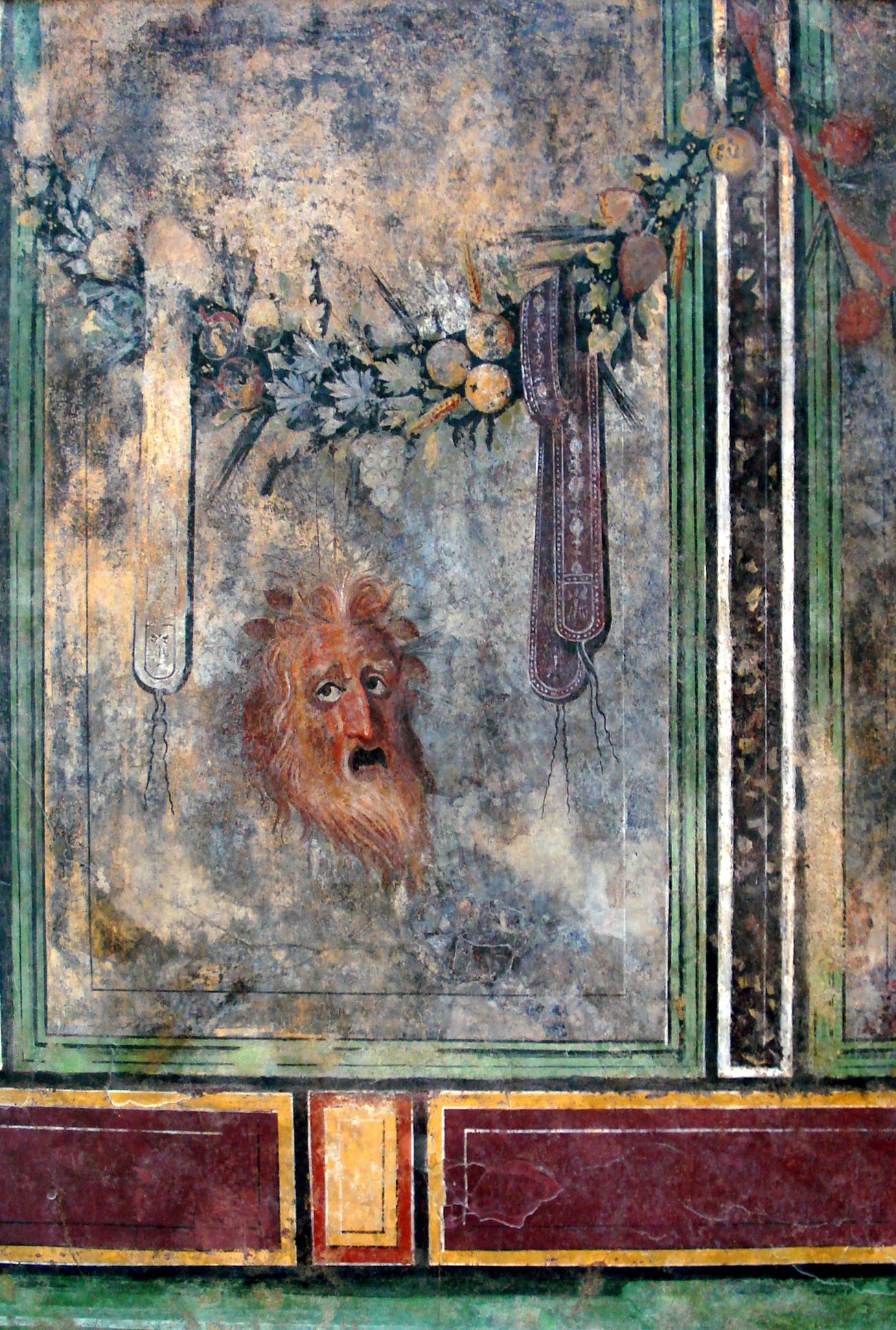
Màscara teatral provinent també de Solunto.

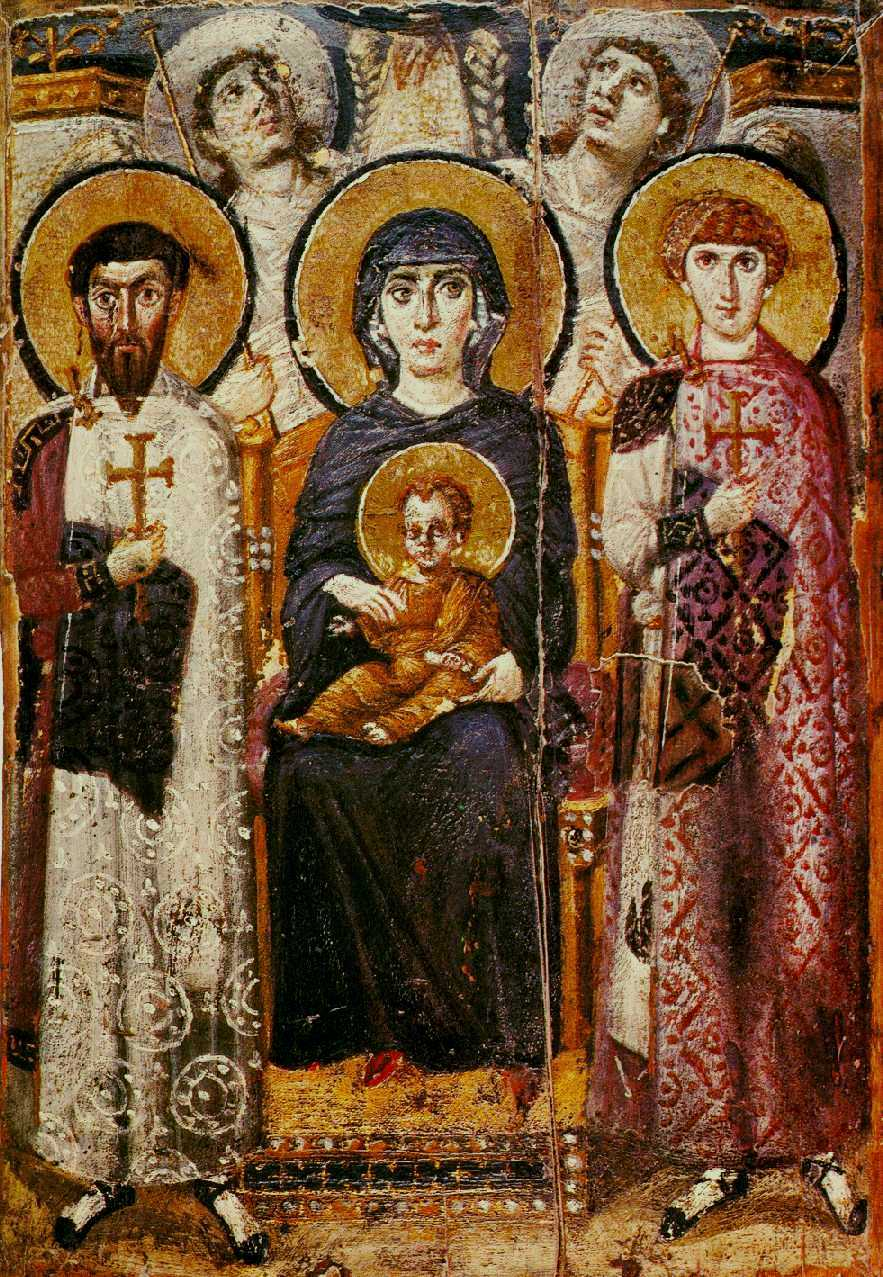
Verge amb el nen, Monestir de Santa Catalina, al Sinaí.

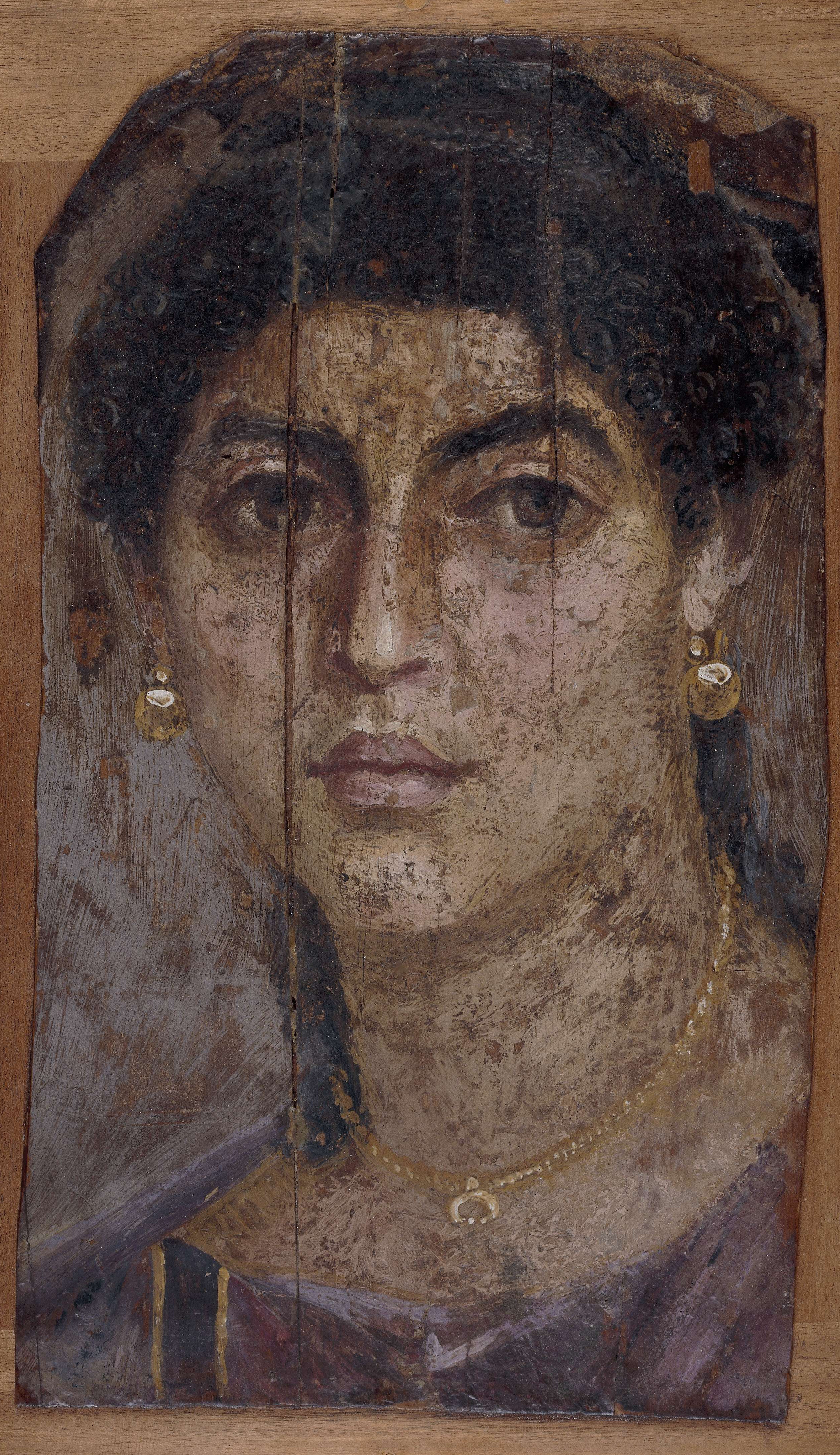
Retrat de mòmia de dona. Encàustica sobre fusta. Hawara, període romà d'Egipte, c. 55-70, Museu Britànic.

L'encàustica, que deriva del grec enkaustikos ('gravat a foc'), és una tècnica de pintura que es caracteritza per l'ús de la cera com a aglutinant dels pigments. La barreja és densa i cremosa. La pintura s'aplica amb un pinzell o amb una espàtula calenta. L'acabat és un polit que es fa amb draps de lli sobre una capa de cera calenta, prèviament estesa (que, en aquest cas, ja no actua com a aglutinant sinó com a protecció). Aquesta operació es diu encàustica i està perfectament descrita per Vitruvi, arquitecte i enginyer romà (c. 70-25 aC), que explica que "Cal estendre una capa de cera calenta sobre la pintura i, a continuació, cal polir-la amb uns draps de lli ben secs."

## Història
És una tècnica coneguda i utilitzada des de l'antiguitat. Els romans la usaven sobretot en taules. Plini el Vell, enciclopedista romà del segle i aC, descriu l'ús de l'encàustica sobre l'ivori, una tècnica que en aquell moment ja es considerava antiga. Explica que l'inici de la tècnica derivaria de la pintura dels vaixells amb cera per a impermeabilitzar-los, als quals s'afegia color en èpoques de guerra. La cera impermeabilitzava la fusta i aconseguia amb això que fos resistent a la sal i als rigors del temps.
A la Governació del Faium, al nord d'Egipte, es van descobrir uns retrats de gran força expressiva, en sarcòfags de fusta, realitzats en encàustica. Són dels segles I i II. Els murals de Pompeia, després de molt temps d'especulacions, s'ha arribat a la conclusió que no van ser pintats a l'encàustica.
El seu ús és comú fins als segles vi i vii, i són exemples d'aquesta etapa les icones bizantines del monestir de Santa Caterina del Sinaí. Durant els segles següents i a partir del VIII i el IX, aquesta tècnica cau en desús fins que reapareix a començaments de l'edat mitjana. Un bon exemple d'icona pintada a l'encàustica és el de la Verge amb nen entronitzats, del monestir de Santa Caterina del Mont Sinaí, a Egipte.
Torna a ser àmplia la seva utilització en els segles xviii i xix, especialment a Anglaterra i França. El pintor francès Eugène Delacroix (1798-1863) utilitza en moltes de les seves obres uns colors prèviament diluïts amb cera. Al segle XX el pintor, escultor i artista gràfic nord-americà Jasper Johns realitza encàustica sobre tela en obres que anuncien ja el pop art; així mateix, el pintor mexicà Maurici Toussaint utilitza aquesta tècnica és la seva obra, dins el moviment neomexicà.
Un dels pintors catalans que fa servir aquesta tècnica és l'artista Sergi Barnils.

## Preparació
Es feia una barreja de cera amb pigments de colors i s'hi afegia una solució que s'obtenia amb les cendres de fusta i aigua, era una solució alcalina de carbonat i bicarbonat de potassi o de sodi, un lleixiu de l'època. A aquesta combinació s'hi afegia aiguacuit o resina. S'escalfava la superfície a pintar i també les espàtules amb els brasers anomenats cauterium. De vegades, es feia primer el dibuix gravant-lo amb l'espàtula calenta i després s'emplenava la incisió amb el preparat de pintura.

## Una altra recepta
La barreja de cera per encàustica utilitzada per molts artistes d'encàustica en l'actualitat es compon de cera d'abelles refinada, del tipus utilitzat en cosmètica, i resina de Damar. Altres tipus de cera que també es poden utilitzar per a l'encàustica són la parafina i el microcristal·lí, tots dos derivats del petroli, i la carnauba i l'eufòrbia, que són resines. Com a estris auxiliars, cal un fogó elèctric, un cassó i uns recipients de metall subjectats amb pinces per a abocar la cera i fer les barreges de color.
La cera es fon a uns 80 °C, encara que per a fer la barreja es necessita escalfar fins a la temperatura de fusió més elevada del dammar. La cera es fon gairebé immediatament, però ha de remoure's perquè els cristalls de dammar més durs acabin de fondre's. Per a la barreja, s'afegeix una proporció 1 a 8 de dammar en cera. Això no és una mesura exacta. La raó per la qual s'afegeix dammar és per a fer la cera més dura i resistent a esgarrapades. La cera, així, és també més dura de treballar. Així mateix, utilitzar una proporció excessiva de dammar augmenta la fragilitat de la cera, i pot provocar-ne esquerdes per les vores accidentalment per un cop, per exemple.
Una vegada que la barreja sigui homogènia, s'aboca el líquid als motlles o es reserva per a fer les barreges amb pigments. Si es fa servir un motlle de tefló, es poden fer pastilles de barreja de cera per a utilitzar-les més tard. Si es fa servir així, es poden treure les restes de la resina que es posen a sota mentre la cera es refreda. En quedar suspeses en la superfície de la pastilla, es poden retirar fàcilment.
Per fer les pastilles de color, es pot usar pigments o olis. S'ha d'observar el poder de pigmentació del pigment o l'oli. Com menys tingui, més transparent serà la barreja. La duresa i el punt de fusió també varia segons el tipus de pigment utilitzat.
Si es fa servir oli, cal recordar que l'oli de lli segueix el seu propi procés d'oxidació. Si la quantitat d'oli de la barreja és molt elevada, en assecar-se i tornar a treballar la superfície de l'encàustica, la pel·lícula de l'oli s'esquerda i crea un efecte no desitjat (segons els gustos, és clar). Aquest problema s'evita o bé deixant la pintura reposar prèviament sobre un paper de cuina per retirar l'excés d'oli, o bé fixant-se que, en la proporció de la barreja oli/cera, predomini la cera. L'oli afegit ha de ser el just per a aconseguir la pigmentació desitjada.
S'aboca la barreja de cera als motlles i es va barrejant l'oli o pigment fins que la barreja s'hagi dissolt completament. Es deixa refredar i la pastilla estarà llista per al seu ús posterior, tornant-la a fondre per al seu ús líquid amb un pinzell o bé utilitzant eines elèctriques calentes.